# Żakowola Radzyńska
Żakowola Radzyńska – wieś w Polsce położona w województwie lubelskim, w powiecie radzyńskim, w gminie Kąkolewnica.
W latach 1975–1998 miejscowość administracyjnie należała do województwa bialskopodlaskiego. We wsi mieszkają 274 osoby (2009).
Wieś stanowi sołectwo gminy Kąkolewnica. Według Narodowego Spisu Powszechnego z roku 2011 wieś liczyła 265 mieszkańców.
Według Narodowego Spisu Powszechnego z roku 2021 r., wieś liczyła 220 mieszkańców, w tym 116 mężczyzn i 104 kobiety.